# مقراب الواحد ميل
مقراب الواحد ميل في مرصد مولارد الراديوي (MRAO)، كامبريدج، المملكة المتحدة عبارة عن مجموعة من التلسكوبات الراديوية (عاكسان مكافئان ثابتان وعاكسان مكافئان قابلان للتوجيه بالكامل بقطر 60 قدمًا يعملان في وقت واحد عند 1407 ميجاهرتز و408 ميجاهرتز) مصممة لأداء قياس التداخل التركيبي للفتحة.